# Allochaeta wallerae
Allochaeta wallerae är en tvåvingeart som beskrevs av Ronald Henry Lambert Disney och Braganca 2000. Allochaeta wallerae ingår i släktet Allochaeta och familjen puckelflugor. Inga underarter finns listade i Catalogue of Life.